# Посмітюха іржаста
Посмітюха іржаста (Galerida modesta) — вид горобцеподібних птахів родини жайворонкових (Alaudidae). Мешкає на півночі Субсахарської Африки.

## Опис
Довжина птаха становить 12,5-15 см, вага 21 г. Довжина хвоста становить 42-50 мм, довжина дзьоба становить 11,5-13,5 мм. Виду не притаманний статевий диморфізм. Забарвлення верхньої частини тіла варіюється від піщаного до темно-каштанового, вона сильно поцяткована чорнувато-коричневими смугами. Над очима охристі "брови". Обличчя і нижня частина тіла охристі, груди мають рудуватий відтінок, сильно поцяткована чорнувато-коричневими смугами. Махові пера темно-коричневі з рудуватими краями. Хвіст чорнувато-коричневий зі світло-рудувато-коричневими краями. На голові невеликий чуб, який може ставати дибки.

## Підвиди
Виділяють чотири підвиди:. 
- G. m. modesta Heuglin, 1864 — від Буркіна-Фасо і північної Гани до північної Нігерії, північного Камеруну, Чаду і південного Судану;
- G. m. nigrita (Grote, 1920) — від Сенегалу і Гамбії до Сьєрра-Леоне і північного Малі;
- G. m. struempelli (Reichenow, 1910) — центральний Камерун;
- G. m. bucolica (Hartlaub, 1887) — від південного сходу ЦАР до північного сходу ДР Конго і крайнього північного заходу Уганди.

## Поширення і екологія
Іржасті посмітюхи мешкають в Сенегалі, Гамбії, Гвінеї-Бісау, Гвінеї, Малі, Сьєрра-Леоне, Кот-д'Івуарі, Гані, Того, Беніні, Буркіна-Фасо, Нігерії, Камеруні, Центральноафриканській Республіці, Чаді, Демократичній Республіці Конго, Судані, Південному Судані і Уганді, між 8° і 15° північної широти. Вони живуть в кам'янистих напівпустелях, сухих чагарникових заростях і сухих саванах. Під час сезону розмноження зустрічаються поодинці або територіальними парами, під час негніздового періоду — зграйками від 3 до 6 птахів. Деякі популяції ведуть кочовий спосіб життя.
Іржасті посмітюхи живляться переважно насінням, а також комахами та іншими безхребетними. Гніздяться на землі, серед трави або каміння. Гніздо встелюється травою і корінцями. В кладці 4 яйця. Іржасті посмітюхи співають, сидячи на землі, мурашнику або скелястому виступі, іноді в польоті. Вони здатні імітувати голови інших птахів, зокрема темноголових бюльбюлів і даурських ластівок.